# ケレイ
ケレイ（モンゴル語: Kerei, ? -1300年）は、大元ウルスに仕えた将軍の一人。『元史』での漢字表記は怯烈(qièliè)。主に雲南・ビルマ方面の攻略・統治に携わった。

## 概要
ケレイは西域（中央アジア）から出て、太原に移住してきた家系の出であった。ケレイは中書訳史となり、サイイド・アジャッルに従って陝西・四川方面の攻略に従事していた。至元12年（1275年）、雲南行省が設立されるとこれに所属し、諸洞蛮夷酋長の服属に功績を挙げた。至元15年（1278年）、ビルマ人との小競り合いが起こると、ケレイは軍士を率いてこれを撃退し、中書省左右司員外郎に昇格となった。
至元18年（1281年）、サイイド・アジャッルの息子のナースィルッディーンよりクビライの下に派遣され、弁舌の巧みさを気に入られたケレイは鎮西緬麓川等路宣撫司ダルガチに任じられた。ケレイは雲南行省に在任中、成都と烏蒙諸駅間の交通路の開拓に尽力し、往来が盛んになったという。
その後、突如クビライに召喚されたケレイはビルマ遠征の事について質問され、次いでピルマ出兵について携わるようになった。ケレイは諸王サンウダルらとともにビルマに出兵し、江頭城を占領して帰還した。その後、今度は雲南王エセン・テムルとともにビルマに入り、ピューに3000の兵とともに駐屯し、現地の住民を招撫した。
後にクビライに調見したケレイはこれまでの功績を労われ、正議大夫・僉緬中行中書省事に任じられた。その後更に通奉大夫・雲南諸路行中書省参知政事を経て資善大夫・雲南諸路行中書省左丞に移ったが、大徳4年（1300年）に病で亡くなった。